# پرلود و فوگ در دو ماژور (BWV 846)

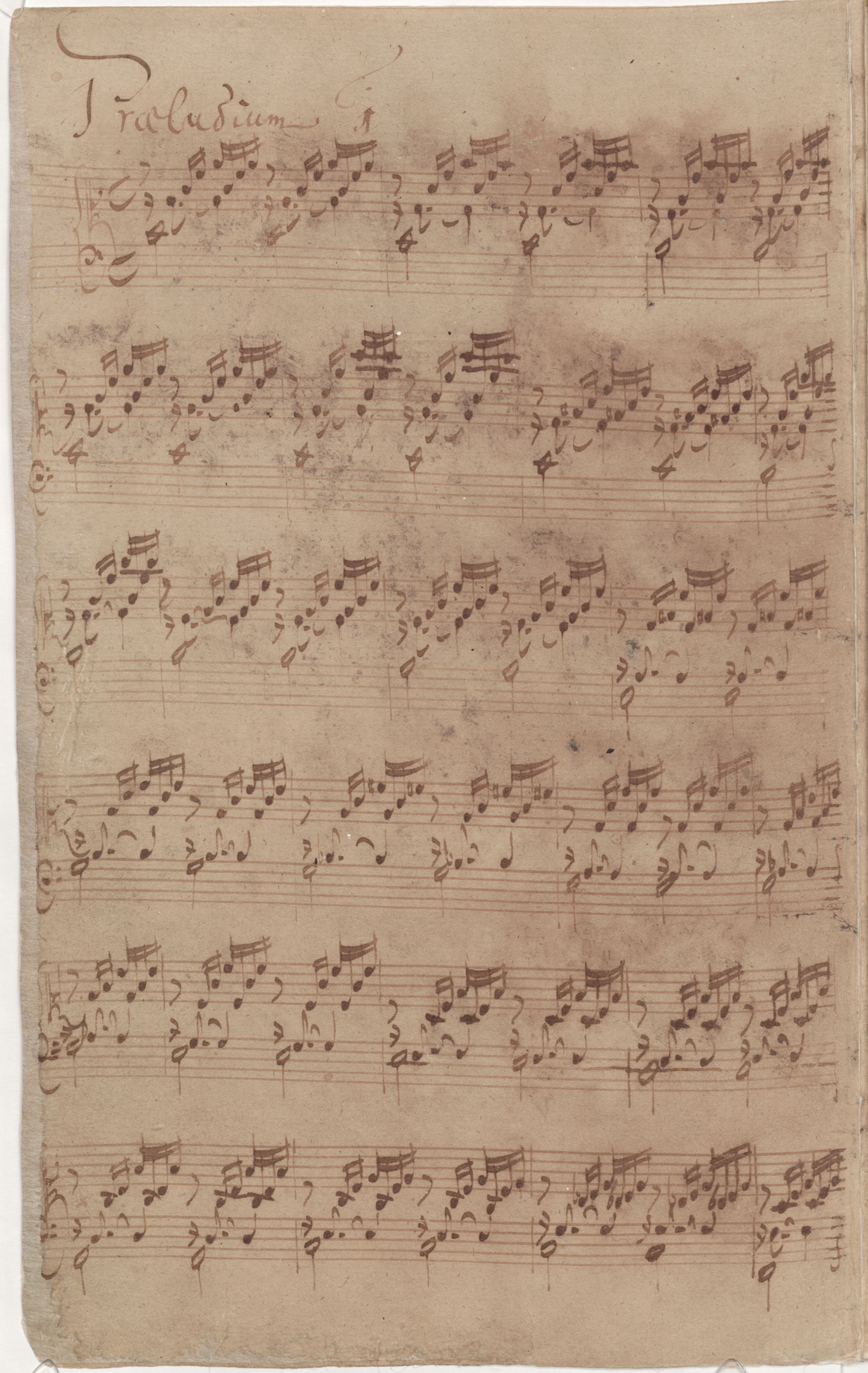
نسخهٔ دست‌نویسِ اولین پرلود از کتاب اول کلاویه خوش آهنگ (۱۷۲۲)

پرلود و فوگ در دو ماژور (انگلیسی: Prelude and Fugue in C major, BWV 846) یک اثر موسیقی برای ساز شستی‌دار است که توسط یوهان سباستیان باخ نوشته شده‌است. این نخستین «پرلود و فوگ در دو ماژور (BWV 846)»، از کتاب اولِ کلاویه خوش‌آهنگ است، که شامل ۴۸ قطعهٔ «پرلود و فوگ» در گام‌های «ماژور و مینور» می‌باشد. یک نسخهٔ اولیه از (BWV 846A) در «جزوهٔ پیانو برای ویلهلم فریدمن باخ» نیز یافت می‌شود.

## تحلیل

### پرلود
پرلود ۳۵ میزان طول دارد و بیشتر از آکورد شکسته تشکیل شده‌است. چهار میزان اولِ مقدمه بدین شرح است:
پرلود با واریاسیون‌های مختلف روی هارمونی و تغییر گام ادامه پیدا می‌کند و در انتها، با یک آکورد دو ماژور پایان می‌یابد.

### فوگ
این فوگ ۲۷ میزان طول دارد و برای چهارصدا نوشته شده‌است. فوگ با یک تم (سوژه) دو میزانی در صدای آلتو شروع می‌شود. اولین صدایی که به آن ملحق می‌شود، سوپرانو است که جواب سوژه را در گام نمایان (‌‌سل ماژور) می‌دهد.
جواب سوژه در صدای تِنور و باس به ترتیب هنگام ورود تکرار می‌شود. سپس قطعه از طریق گام‌های نسبی مختلف، مدولاسیون می‌شود و سوژه در هر چهارصدا تکرار می‌شود. این قطعه سرانجام به گام اصلی بر‌می‌گردد و قطعه با نت‌های کشیده روی آکورد دو ماژور به پایان می‌رسد.

## میراث

### میزان شوونکه
برخی از نسخه‌های پیشین پرلود حاوی یک میزان اضافی بین میزان‌های ۲۲ و ۲۳، معروف به «میزان شوونکه» است. اقدامی که حتی در زمان باخ اگر استاندارد بوده باشد، باز هم دارای نقص تلقی شده و گفته می‌شود توسط کریستین فردریش گوتلیب شوونکه در تلاش برای تصحیح آنچه که او یا شخص دیگری به اشتباه انجام داده‌است، اضافه شده‌است. (گر چه ممکن است دست‌نوشته(ها)یی که «شوشنکه» در اختیار داشته، مخدوش بوده باشد).
با این حال، به گفته «هرمان کلر»، «شوونکه یک موسیقی‌دان سطح بالا و آگاه بود که احتمالاً به فکر اصلاح پرلود باخ نبوده است».
میزان ۲۲، حاوی یک نت فا دیز در باس است که یک سوم کاسته ایجاد می‌کند، در حالی که در «میزان شوونکه» دارای یک نت سل در باس است که دارای وارونگی (6
4) و یک آکورد قرضی با نت دو به‌عنوان پایه آکورد است که از یک گام موازی در مینور هارمونیک وام گرفته شده‌است. لا بمل هم ممکن به‌عنوان مترادف نتِ سل دیز در نظر گرفته شود که یک دوم بزرگ با «فا دیز» ایجاد می‌کند، اما نقش آکورد لا بمل در گام مینور ملودیک، به‌عنوان محسوس عمل می‌کند. فرانتس کرول در سال ۱۸۶۲، اولین کسی بود که این معیار را زیر سؤال برد و این میزان را ویرایش کرد که این میزان در نسخهٔ دست‌نویس (۱۷۲۵) شاگرد باخ (هاینریش گربر)، مشاهده نمی‌شود. آگوست هالم نیز از این معیار انتقاد کرد و منطق آن را در اوایل سال ۱۹۰۵ زیر سؤال برد.

### آوه ماریا
شارل گونو یک ملودی بر روی این پرلود طراحی و ساخته‌است که با نام تنظیم ملودی برای آوه ماریا شهرت یافته‌است. نسخهٔ پرلودی که «گونو» استفاده می‌کند، حاوی «میزان شوونکه» است.

### قرن بیستم
مستیسلاف روستروپوویچ در سال ۱۹۹۱، در یک ویدئو با نام «تفسیر روستروپوویچ از باخ» در «قصر سلطنتی سنت مادلین»، وزلی فرانسه، پرلود باخ را با «سوئیت ویلنسل شماره ۱ (باخ)» مقایسه کرد.
آخرین آهنگ از آلبوم اول، ساختهٔ پراگرسیو راک گروه پروکل هارم، حاوی پرلود باخ است که توسط رهبر گروه، گری بروکر، تنظیم شده‌است.

## اجراها

### اجرای کامل صوتی از پرلود و فوگ
| پرلود در دو ماژور (BWV 846) اجرا با هارپسیکورد فرانسوی، در کوک اعتدال مساوی ، نوازنده: «رابرت شراتر» [ ر ] پرلود در دو ماژور (BWV 846) اجرا در کوک «اعتدال کرنبرگر» [ ز ] پرلود در دو ماژور (BWV 846) اجرا با یک هارپسیکود فرانسوی در کوک «اعتدال ورکمایستر III» [ ژ ] ، نوازنده: «رابرت شراتر» پرلود در دو ماژور (BWV 846) اجرا در کوک «اعتدال ورکمایستر» پرلود در دو ماژور (BWV 846) اجرا با یک پیانو، نوازنده: «کیمیکو ایشیزاکا» [ س ] پرلود در دو ماژور (BWV 846) اجرا با یک هارپسیکورد بلژیکی، نوازنده: «مارتا گلدشتاین» [ ش ] | فوگ در دو ماژور (BWV 846) اجرا با یک پیانو، نوازنده: «کیمیکو ایشیزاکا» فوگ در دو ماژور (BWV 846) اجرا با یک هارپسیکورد بلژیکی، نوازنده: «مارتا گلدشتاین» آیا در شنیدن پرونده مشکل دارید؟ راهنمای رسانه را ببینید. |

### انتخابی
- آیا در شنیدن پرونده مشکل دارید؟ راهنمای رسانه را ببینید.

## یادداشت
1. ↑  Klavierbüchlein für Wilhelm Friedemann Bach
2. ↑  Schwencke measure
3. ↑   Christian Friedrich Gottlieb Schwencke
4. ↑  Hermann Keller
5. ↑  Franz Kroll
6. ↑  Heinrich Gerber
7. ↑  August Halm
8. ↑  John Michel
9. ↑  Rostropovich interprets Bach
10. ↑  Basilique Sainte Madeleine
11. ↑  Gary Brooker
12. ↑  Robert Schröter
13. ↑  Kirnberger temperament
14. ↑  Werckmeister temperament
15. ↑  Kimiko Ishizaka
16. ↑   Martha Goldstein